# Onyx (Kalifornija)
Onyx je naseljeno područje za statističke svrhe u američkoj saveznoj državi Kalifornija. Prema popisu stanovništva iz 2010. u njemu je živjelo 475 stanovnika.